# フェルディナンド・ヴァンデヴィア・ヘイデン

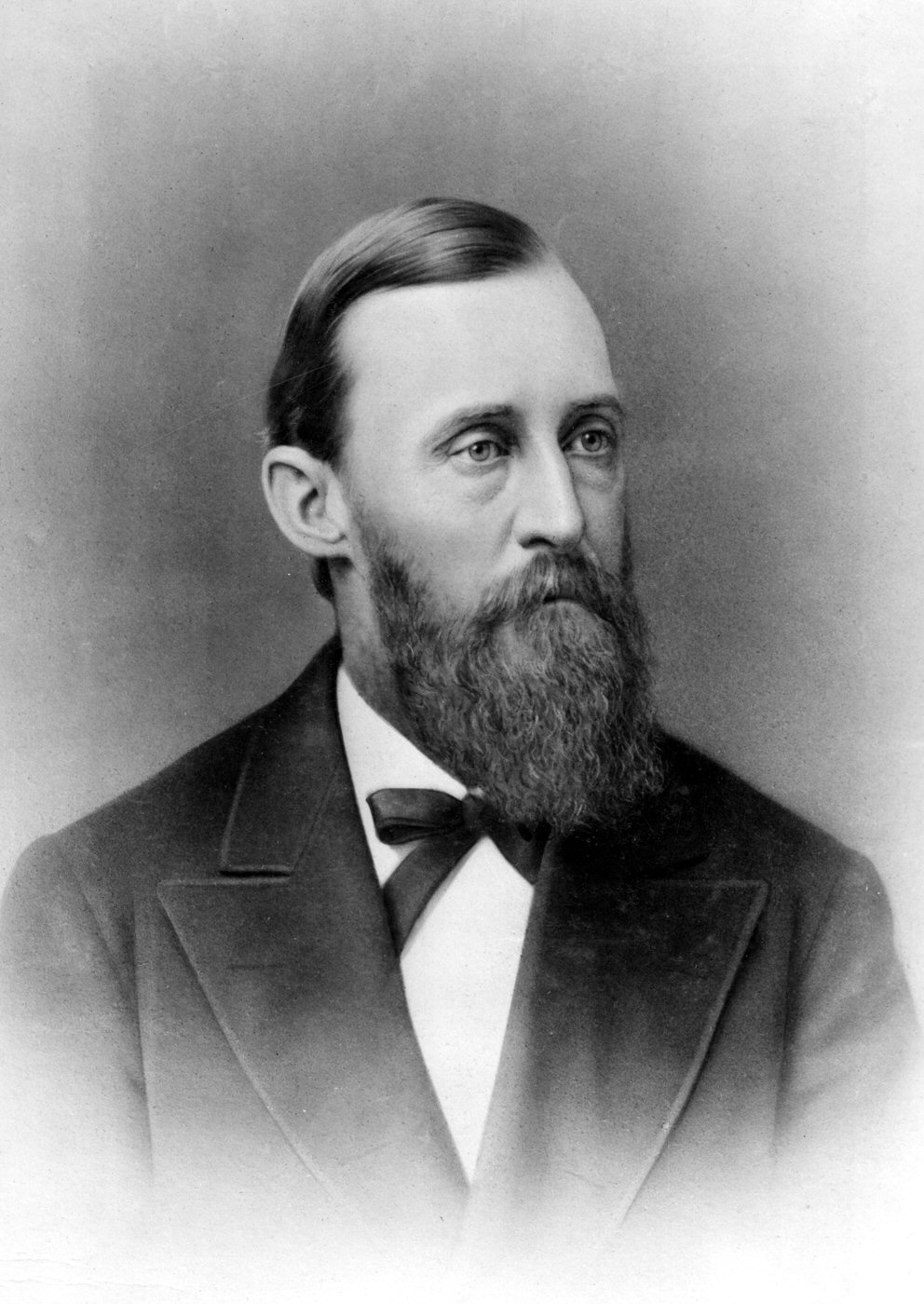
フェルディナンド・ヴァンデヴィア・ヘイデン

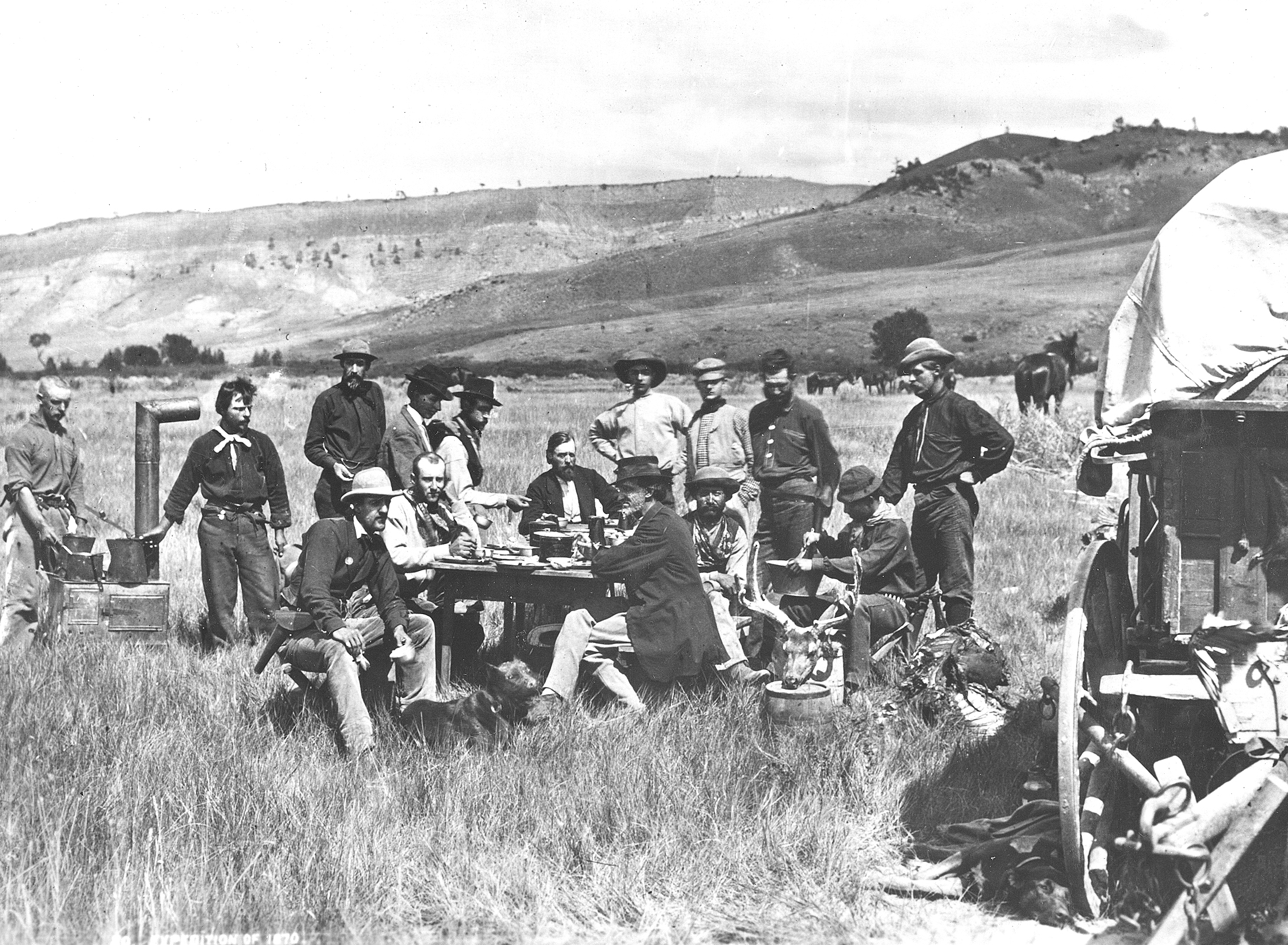
1870年の探検中に食事を取るヘイデンの探検隊員たち

フェルディナンド・ヴァンデヴィア・ヘイデン（Ferdinand Vandeveer Hayden、1829年9月7日 - 1887年12月22日）はアメリカ合衆国の地質学者である。19世紀末にロッキー山脈の調査探検をしたことで知られる。

## 略歴
マサチューセッツ州ウェストフィールドで生まれた。少年時代から自然や野外活動を好んだ。1850年にオーバリン大学を卒業し、1853年にオールバニ医学カレッジを卒業した。オールバニに住む地質学者のジェームズ・ホールに認められて、ネブラスカ地域の調査に参加し、ミーク(Fielding Bradford Meek)と、地質学を学び、化石の収集を行った。
その後も野外調査を続けるが、ホールから離れ、スミソニアン協会のスペンサー・フラトン・ベアードの支援を受け、1850年代は北部のミズーリ川地域で様々な探検・採集調査を行った。
1856年から1857年はアメリカ陸軍の測量技師、ガバヌーア・ウォーレンのミシシッピ川より西の地図作成のための調査隊に加わり、1860年にはアメリカ陸軍のレイノルズ(William F. Raynolds)が率いたダコタ州などの調査に加わった。
1861年からの南北戦争では北軍の軍医として従軍した。
南北戦争後、ヘイデンは再び、政府のためのネブラスカ州、西部準州の地理的・地質学的調査を行い、1867年に、地理・地質調査局（United States Geological and Geographical Survey of the Territories）の地質学者に任じられた。南北戦争前から継続してロッキー山脈の調査探検をまず率い、1869年にロッキー山脈の一部のフロントレンジ（Front Range）に沿ってデンバーとサンタフェへの探検を率いた。1870年には政府から2万5千ドルの援助を受けて20人からなる規模の大きな探検隊を率いた。
スミソニアン博物館で、博物館標本の収集を行った主要なメンバーによる親睦会、Megatherium Clubのメンバーになった。
1871年にワイオミング州北西部のイエローストーン地域への最初の政府資金による探検調査隊を率いた。約50人の探検隊員には後に有名になる画家のトーマス・モラン（Thomas Moran）や探検家で写真家のウィリアム・ヘンリー・ジャクソン（William Henry Jackson）らも含まれていた。この調査結果、"Preliminary Report of the United States Geological Survey of Montana and Portions of Adjacent Territories; Being a Fifth Annual Report of Progress"として公表され、イエローストーンが最初の国立公園と指定されるのに貢献した。
1865年にペンシルベニア大学の地質学の教授に就任した。1873年にアメリカ考古学者協会（American Antiquarian Society）の会員に選ばれ、1879年にロンドンの地質学会の外国人会員に選出された。1879年に米国地質調査所が設立された後、地質学者の一人として7年間、地質調査所で働いた。1887年12月22日にフィラデルフィアで死亡した。
イエローストーンのヘイデン谷など多くの地名にヘイデンの名前が付けられた。Thamnophis radix haydenii（ナミヘビ科）やOreohelix haydeni（陸貝）などの動物の種がヘイデンに献名されている。

## 著作
- On the Geology and Natural History of the upper Missouri: Being the Substance of a report made to Lieut. G.K. Warren, T.E. U.S.A. C. Sherman & Son, Philadelphia 1862,
- Geological Report of the Exploration of the Yellowstone and Missouri Rivers in 1859–1860 (1869)
- Sun Pictures of Rocky Mountain Scenery (1870)
- The Yellowstone National Park, illustrated by chromolithographic reproductions of water-colour sketches by Thomas Moran (1876)
- Geological and Geographical Atlas of Colorado (1877)
- The Great West: its Attractions and Resources (1880)